# Leitersbach (Fränkische Rezat)
Der Leitersbach ist ein 1,4 km langer Bach, der bei der Denkmalstraße in Windsbach im Landkreis Ansbach versickert.

## Verlauf
Der Leitersbach entspringt auf freiem Feld in der Gemarkung Wernsbach westlich von der Staatsstraße 2410. Er fließt etwa 1,4 km südlich, bis er das Stadtgebiet von Windsbach erreicht und bei der Denkmalstraße verdolt wird, wobei unklar ist, ob er von der Kanalisation von Windsbach aufgenommen wird. Ursprünglich endete der Leitersbach in einem kleinen Weiher. Ob der Bach darüber hinaus die Fränkische Rezat erreichte, geht aus dem historischen Kartenmaterial nicht hervor.